# باري

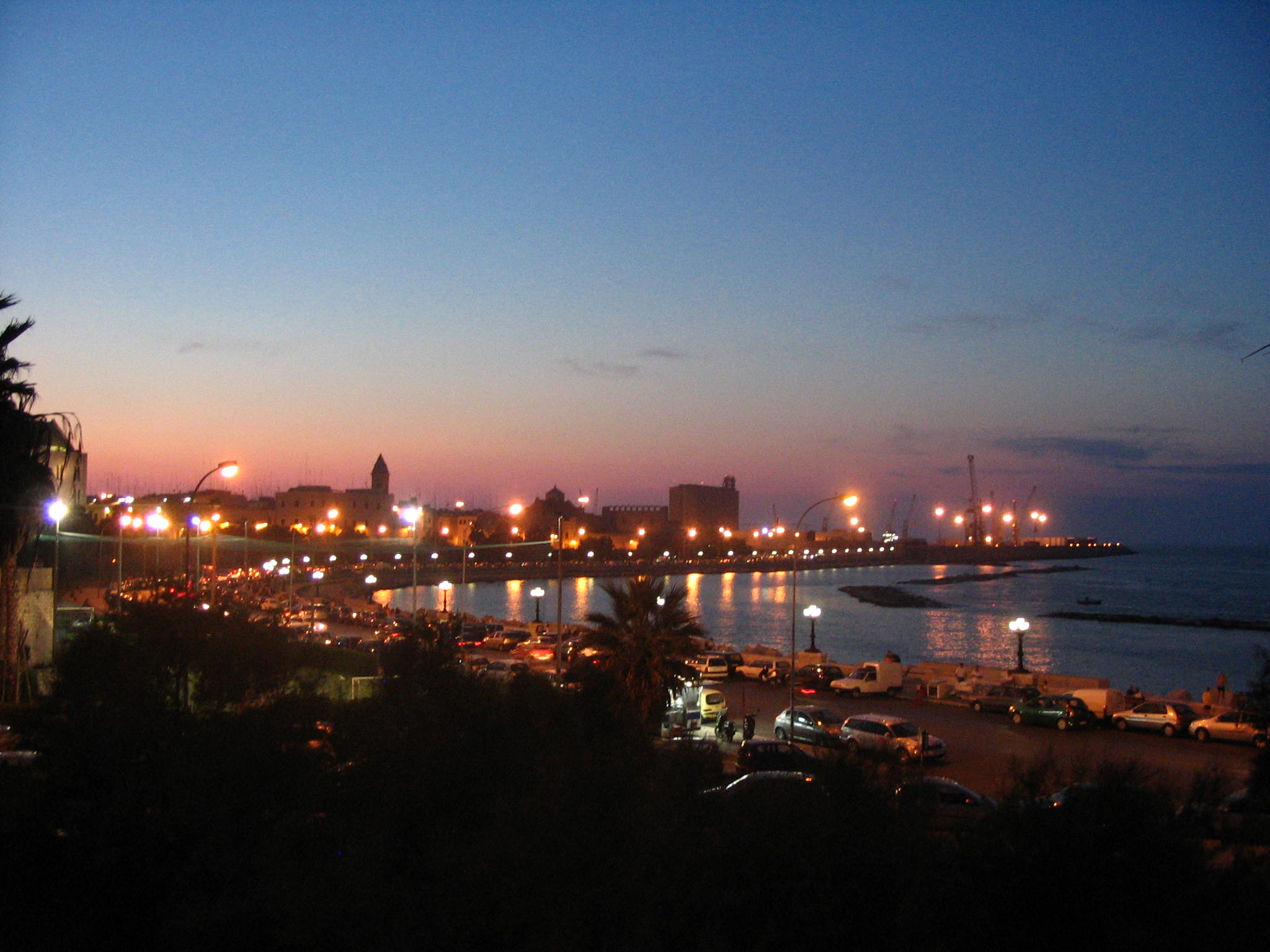

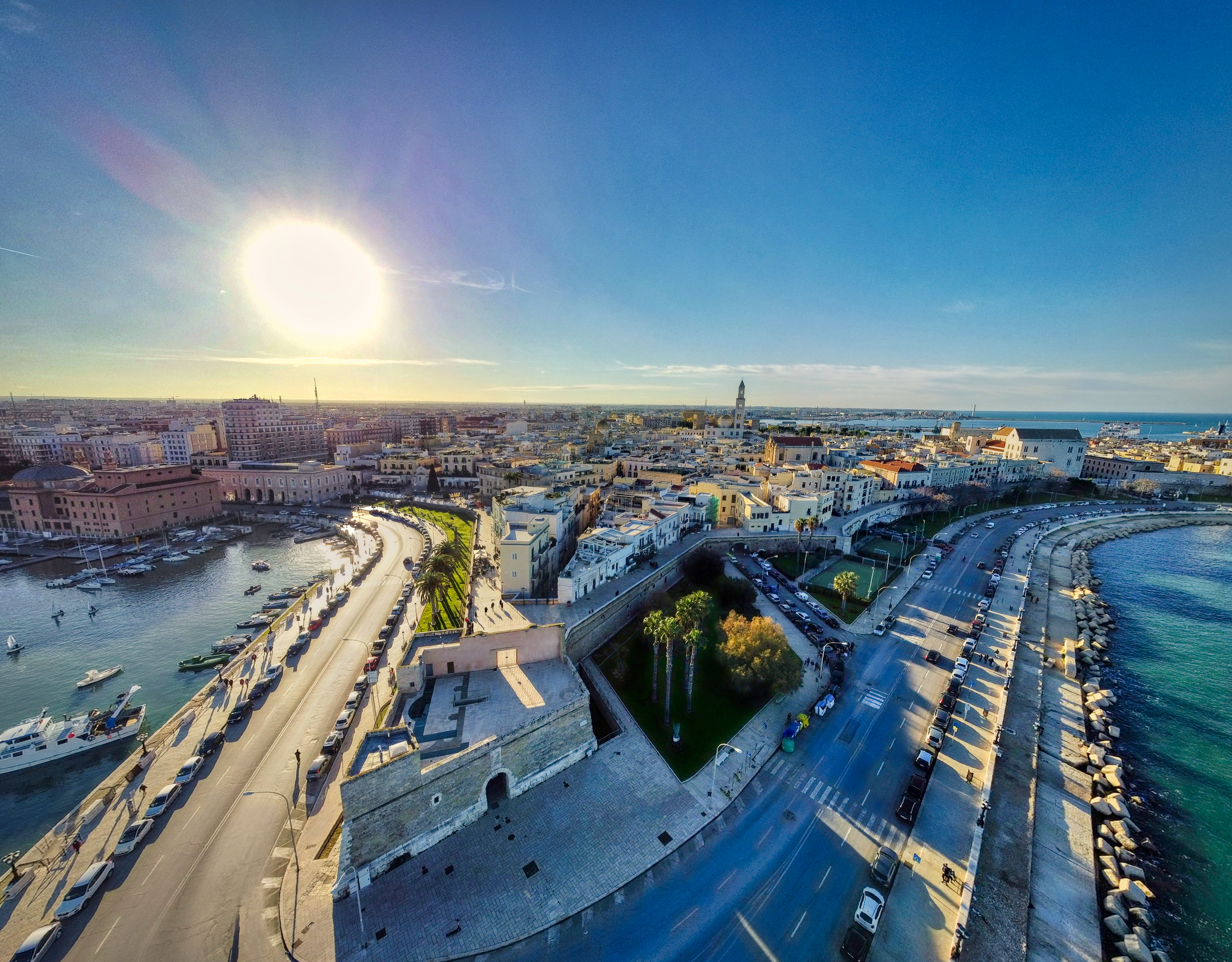

باري (بالإيطالية: Bari)‏ هي مدينة إيطالية، عاصمة إقليم بوليا ومقاطعة باري جنوب البلاد، يبلغ عدد سكانها 323.856 نسمة.
تشتهر باري بمينائها. وبأنها مقر لجامعة باري، إحدى أكثر الجامعات طلاباً في إيطاليا، بالاضافة إلى جامعة بوليتكنيك باري، التي تعتبر الوحيدة في جنوب وسط البلاد. وتشتهر باري كذلك بدفن القديس نقولا بها، الأمر الذي جعلها وكنيستها إحدى أهم المزارات الأرثوذكسية في إيطاليا.
لدى المدينة تقاليد تجارية قوية، وكانت دائما نقطة محورية في التجارة وفي العلاقات السياسية-الثقافية مع أوروبا الشرقية، وتعزز ذلك بفضل معرض الشرق الشهير (بالإيطالية: Fiera del Levante)‏ الذي انطلق عام 1930 وحديثاً بمقر الأمانة العامة للممر الثامن لممرات أوروبا (Pan-European corridors، Corridor VIII).
تقسم باري إلى أربع أجزاء مختلفة :
في الجزء الشمال حيث تفتخر المدينة بمركزها التاريخي الفريد والغني بتاريخ ألفي، منغلقٌ على شبه جزيرة بين مينائين حديثين، بها كاتدرائية سان نيكولا (القديس نقولا)، وكاتدرائية سان سابينو (1035 - 1171) وقلعة فريدريك الثاني الشوابية (بالإيطالية: Castello Svevo)‏.
إلى الجنوب حي مورات الشاسع المنتمي للقرن التاسع عشر، قلب المدينة الحديث، المستطيل الشكل والمخطط بانتظام كرقعة الشطرنج (حي مورات)، يفسر هذا الحي أفضل تفسير تقاليد المدينة التجارية فهو منطقة التسوق الرئيسية، مع كورنيش على البحر.
نتج جزء المدينة الأحدث والمحيط بالمركز عن التطور السريع وغير المضبوط بعد الحرب العالمية الثانية فوق الضواحي القديمة، لذا فإن جزء المدينة الحديث الذي تنامى خارج حي مورات يبدو مشوشاً مدنياً وغير منظم، وقد تطور على طول الطرق المنحدرة من البوابات أسوار المدينة.
و أخيراً الضواحي المحيطة، والتي تطورت بشكل سريع خلال التسعينات. حدثت باري مطاراً سمي مطار البابا يوحنا بولس الثاني كارول فويتيالا، بعدة رحلات إلى وجهات الأوروبية.

## السكان
في سنة 1861 بلغ عدد السكان 44٬572 نسمة، وتطور العدد ليصل في سنة 2011 لـ 315٬933 نسمة.
يظهر هذا المخطط البياني تطور النمو السكاني لـ باري

## التاريخ
لا يبدو أن باريون (باللاتيني باريوم) قد حظيت بمكانة ذات أهمية كبيرة في اليونان الأكبر ؛ إلا أنه قد عـُثـِرَ على قطع نقدية برونزية ضـُربت فيها. بمجرد مرورها تحت حكم الرومان في القرن الثالث قبل الميلاد، تنامت أهميتها الإستراتيجية كنقطة تقاطع بين الطريق الساحلي وطريق ترايانا ؛ فرع الطريق المؤدي إلى تارنتوم (تارانتو) من باريوم. ذُكـِر ميناءها منذ عام 181 ق.م، ولعله كان الأهم بالمنطقة في العصر القديم، كما هو الحال في الوقت الحاضر، وكان مركزاً لصيد الأسماك. كان جرفاسيوس أول الأسقف تاريخي لباري والذي ذُكِر في مجمع سارديكا سنة 347. ظلت الأساقفة يعتمدون على بطريرك القسطنطينية حتى القرن العاشر.
بعد دمار الحروب القوطية، وتحت حكم اللومبارديين أُقرت مجموعة قوانين مكتوبة (باللاتينية: Consuetudines Barenses)، أثرت في دساتير مماثلة كـُتبت بمدن جنوبية أخرى.
فتح المسلمون باري في عام 847 بداية عهد الخليفة العباسي المتوكل، فكانت عاصمة لإمارة إسلامية مستقلة ما يقارب من ربع قرن، يحكمها أمير وبها جامع. كان فاتحها الأمير خلفون أول أمرائها، وهو قائد عسكري من عشائر ربيعة كان يقود إحدى التجمعات الإسلامية في بوليا والتواجدة بها منذ مدة قادمة من صقلية، وقام بتحصين المدينة.
بعد موت الأمير خلفون عام 852 حلّ محله الأمير مفرق بن سلام الذي ثبت الحكم الإسلامي، موسعاً حدود الإمارة ومطبقاً فيها الشريعة الإسلامية، وقد أرسل إلى والي الخليفة في مصر الذي كان يؤدي دور البريد والشرطة في المنطقة مـُعلماً إيـّه بتأسيس الإمارة وطالباً منه التوسط لدى الخليفة المتوكل ببغداد ليعترف بتنصيبه والياً لإمارة عباسية، فيدعى له على منابر، وفي انتظار الرد بـُني المسجد الجامع وتشير بعض المصادر الإيطالية إلى أن موقعه هو الكاتدرائية الحالية للمدينة والتي تقع وسط مركزها التاريخي.
استلم ثالث وآخر أمراء باري المسلمين سودان الماوري مقاليد الحكم حوالي عام 857 إثر مقتل مفرق. وقد غزا أراضي دوقية بينيفنتو، واضطر الدوق أديلكي لدفع الضريبة وأطلاق سراح الرهائن رغم مساعدة الفرنجة له. في سنة 864 استلم التنصيب الرسمي الذي كان قد طلبه سلفه. زينت المدينة بعدد من الصروح والقصور منها مسجد حيث دُرست تعاليم الإسلام.

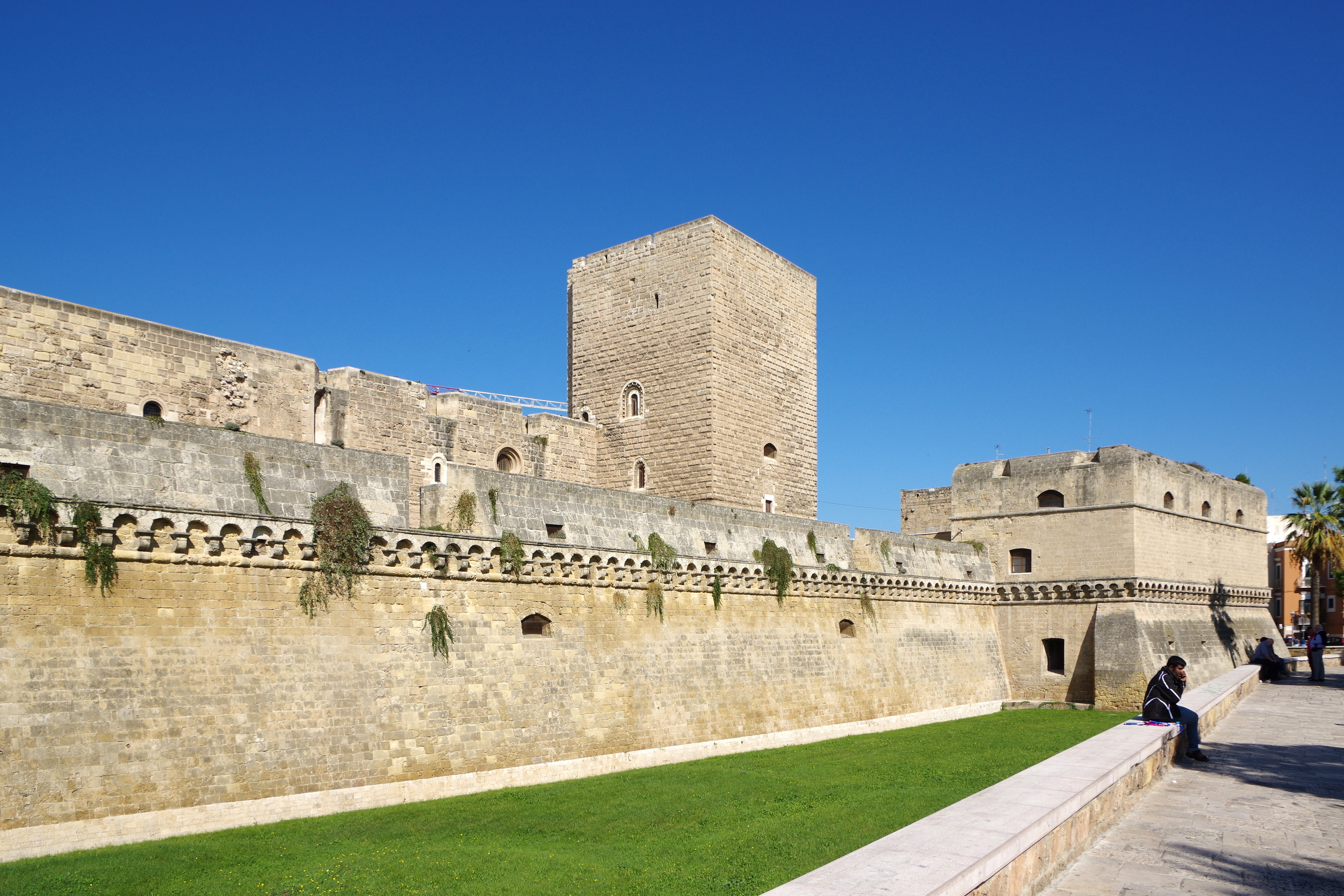
قلعة باري النورمانية الهوهنشتاوفن

و نقل عرب باري كثيرا من الغراس والمحاصيل كالقطن والأرز وقصب السكر والنخيل من صقلية. وكما قاموا تنظيم الري والصرف، واستجلاب الماء، ونشر النواعير المائية.
سقطت إمارة باري في الثالث من فبراير عام 871 أمام هجوم كبير لجيوش الإمبراطور لودفيش الثاني وأديلكي دوق بينيفنتو.
بعد الاستيلاء عليها صارت المدينة أكبر مركز سياسي وعسكري وتجاري إيطالي للإمبراطوية الشرقية. منذ سنة 1000 حاول المسلمون فتحها عدة مرات : أهمها وقعت في عام 1002، بحصار طويل لباري تم فكه بفضل تدخل أسطول البندقية بقيادة بييترو الثاني أورسيولو.
رغم فشلت ثورة النبلاء اللومبارد (1009-1011) ميلوس الباري وصهره داتوس، ضد المحافظة البيزنطية بقمعها بشدة بمعركة كاني (1018)، فإنها قدمت لحليفهم المغامر النورماني أول موطئ قدم في المنطقة. في سنة 1025، تحت سيادة المطران بيرانتيوس، لفتت باري انتباه روما ومـُنحت صفة «المقاطعة».

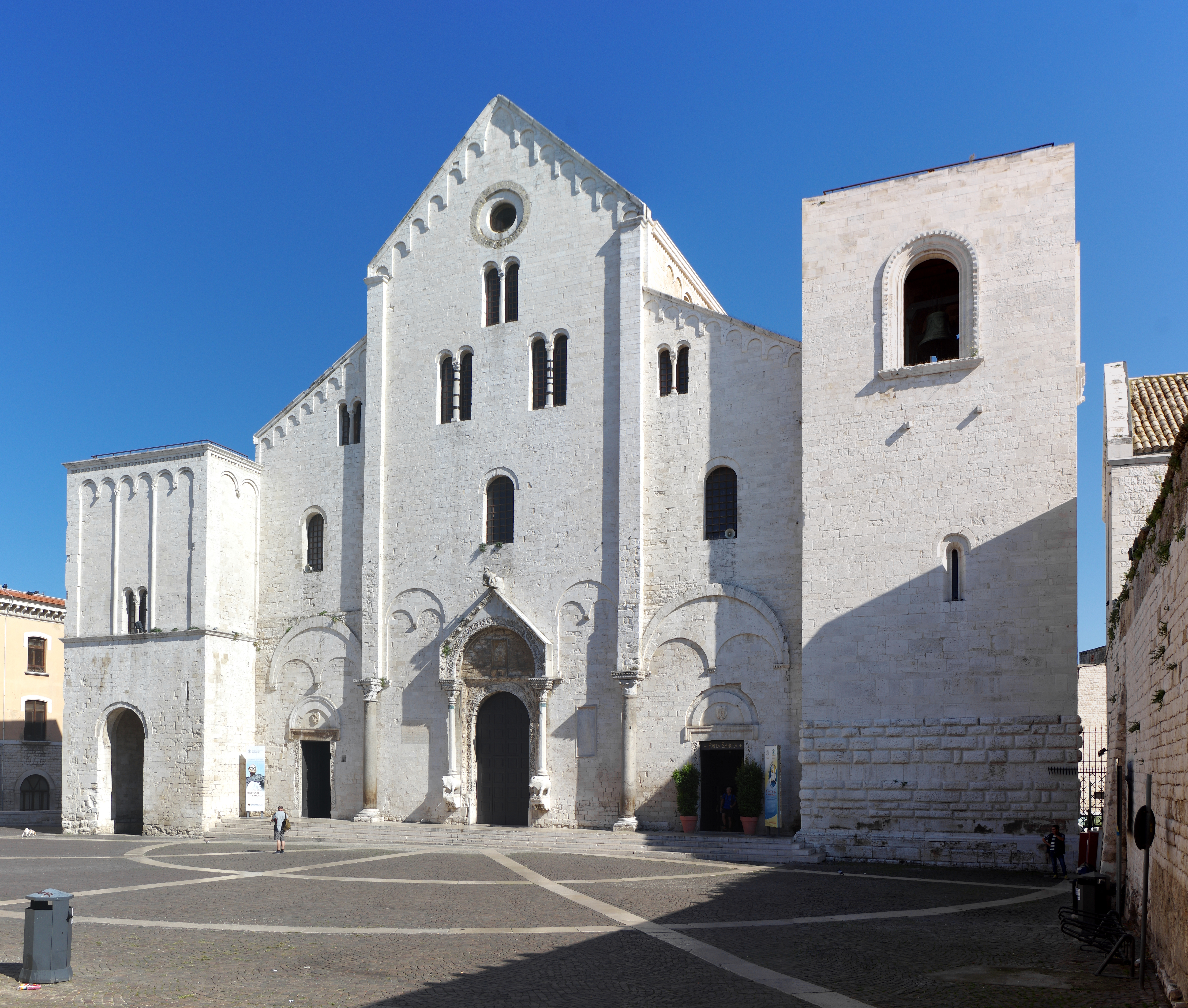
واجهة كنيسة القديس نيقولاوس

انتهت السيطرة البيزنطية في سنة 1071، باستيلاء روبيرتو الغويسكاردو عليها بعد حصار ثلاث سنوات مبتدئاً الهيمنة النورمانية. كان مايون الباري (مات 1160) وهو ابن تاجر لومباردي ثالث أدميرلات صقلية النورمانية العظام. في 9 مايو 1087، وصلت باري رفاة القديس نيقولاوس أسقف ميرا، التي سرقها بحارة باريون. البابا أوربانوس الثاني المدينة سنة 1089، لتكريس قبو للكاتدرائية ويضع رفات القديس. فبدأ هكذا تدفق الزوار المسيحيون من جميع أنحاء العالم. وفي العام نفسه، بدأ تشييد كاتدرائية القديس نيقولاوس الذي سينتهي سنة 1197.
في سنة 1095 بشـّر بطرس الناسك بالحملة صليبية الأولى هنا. وفي أكتوبر 1098، عقد أوربانوس الثاني نفسه مجمع باري، واحد من سلسلة سنودس عـُقدت بنية التوفيق بين اليونانيين واللاتين على مسألة الانبثاق (Filioque Clause) في العقيدة المسيحية، التي دافع أنسيلم كانتربيري عنها باقتدار والجالس بجانب البابا. ولم ترق لليونانيين طريقة تفكير اللاتين، فلم يكن بداً من الانشقاق العظيم.

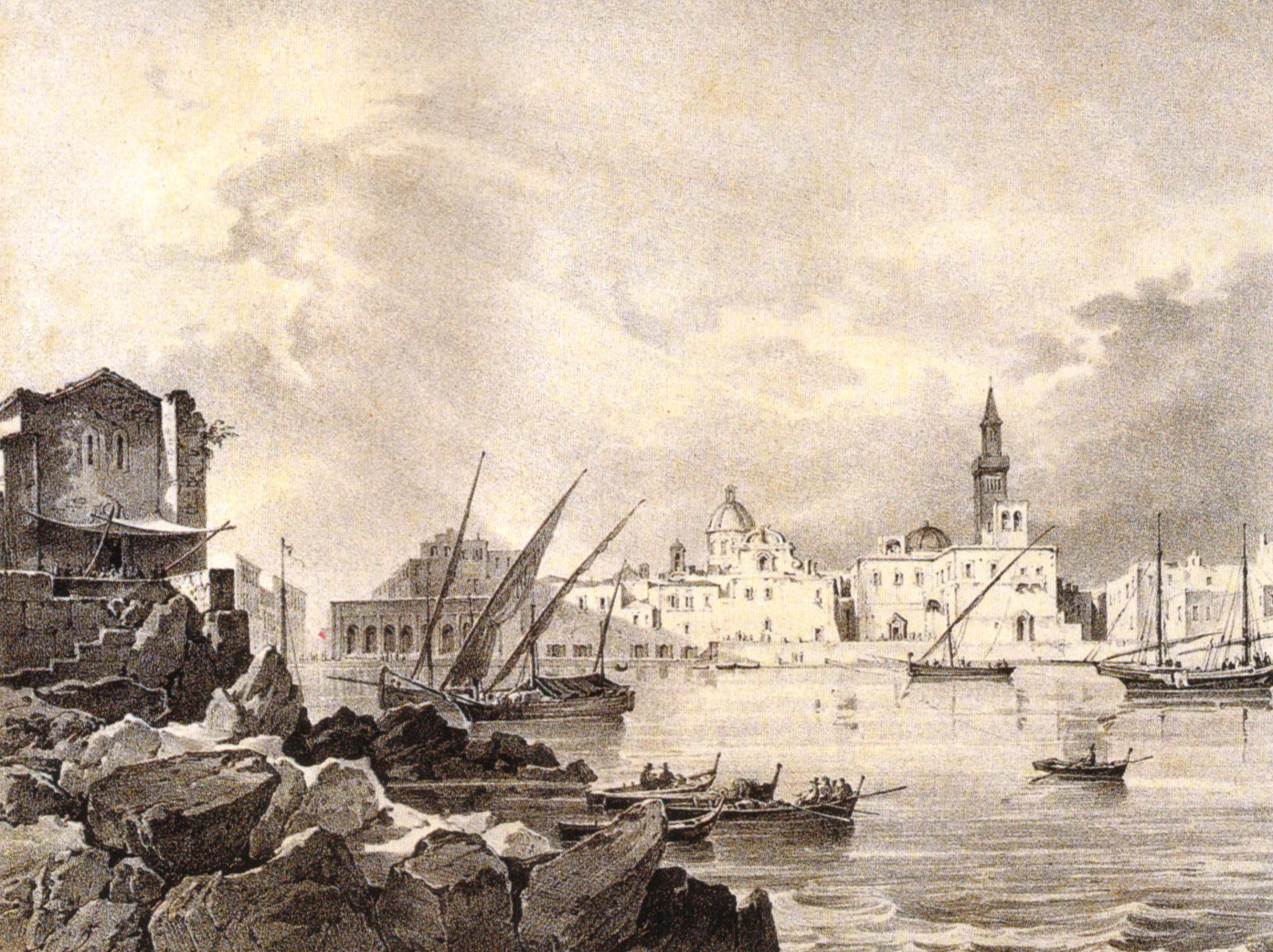
ميناء باري في طبعة من القرن التاسع عشر

اندلعت حرب أهلية في باري في سنة 1117 باغتيال رئيس الأساقفة، ريزو. واستولى على باري غريموالد ألفيرانتس، لومباردي الأصل، وانتخب سيداً مع معارضة النورمان. بحلول سنة 1123، كما عزز الصلات مع بيزنطة والبندقية وأخذ لقب أمير باري. ولاحقاً أعطى ولاءه لروجر الثاني ملك صقلية، ولكنه تمرد وهـُزم في عام 1132.
عصفت بالهيمنة النورمانية على باري لاحقاً تمردات وصراعات بلغت ذروتها في عام 1156، عندما هاجم ودمـّر غولييلمو الأول المدينة عدا كاتدرائية القديس نيقولاوس. حل آل هوهنشتاوفن محل النورمان، وأعيد بناء باري وشهدت في عهد فريدريش الثاني إحدى أزهى عصورها.
قامت إيزابيلا أميرة نابولي وأرملة دوق ميلانو جان غالياتسو سفورزا بتوسعة القلعة التي كانت مقر إقامتها منذ سنة1499 حتى وفاتها عام 1524. بعد وفاة بونا سفورزا ملكة بولندا، تبعت باري مملكة نابولي.
وفي 25 أبريل 1813، بعهد جواكيم مورات، وضع حجر الأساس لتوسيع المدينة خارج أسوار القرون الوسطى، والمتميز بالشوارع متعامدة. فزاد عدد السكان بسرعة من 18000 إلى 94000 ساكن ببداية القرن العشرين : صارت عاصمة مقاطعة، ويوجد بها مباني مقار ومؤسسات عامة (مسرح بيتشيني، الغرفة التجارية، قصر الأكويدوت البولي، مسرح بيتوتسيلي، جامعة باري) ودار نشر لاتيرسا.

## الجغرافيا
تُعدّ باري أكبر مدينة كبرى ومنطقة حضرية على البحر الأدرياتيكي. وتقع في جنوب إيطاليا على خط عرض إلى الشمال من نابولي، وإلى الجنوب من العاصمة روما.

### المناخ
تتمتع باري بمناخ متوسطي حار في الصيف ويقترب من كونه مناخ رطب شبه مداري مع شتاء معتدل وصيف حار وجاف.
| البيانات المناخية لـمطار باري كارول فويتيوا (المعدلات العادية 1991-2020 والدرجات القصوى 1932-الآن) | البيانات المناخية لـمطار باري كارول فويتيوا (المعدلات العادية 1991-2020 والدرجات القصوى 1932-الآن) | البيانات المناخية لـمطار باري كارول فويتيوا (المعدلات العادية 1991-2020 والدرجات القصوى 1932-الآن) | البيانات المناخية لـمطار باري كارول فويتيوا (المعدلات العادية 1991-2020 والدرجات القصوى 1932-الآن) | البيانات المناخية لـمطار باري كارول فويتيوا (المعدلات العادية 1991-2020 والدرجات القصوى 1932-الآن) | البيانات المناخية لـمطار باري كارول فويتيوا (المعدلات العادية 1991-2020 والدرجات القصوى 1932-الآن) | البيانات المناخية لـمطار باري كارول فويتيوا (المعدلات العادية 1991-2020 والدرجات القصوى 1932-الآن) | البيانات المناخية لـمطار باري كارول فويتيوا (المعدلات العادية 1991-2020 والدرجات القصوى 1932-الآن) | البيانات المناخية لـمطار باري كارول فويتيوا (المعدلات العادية 1991-2020 والدرجات القصوى 1932-الآن) | البيانات المناخية لـمطار باري كارول فويتيوا (المعدلات العادية 1991-2020 والدرجات القصوى 1932-الآن) | البيانات المناخية لـمطار باري كارول فويتيوا (المعدلات العادية 1991-2020 والدرجات القصوى 1932-الآن) | البيانات المناخية لـمطار باري كارول فويتيوا (المعدلات العادية 1991-2020 والدرجات القصوى 1932-الآن) | البيانات المناخية لـمطار باري كارول فويتيوا (المعدلات العادية 1991-2020 والدرجات القصوى 1932-الآن) | البيانات المناخية لـمطار باري كارول فويتيوا (المعدلات العادية 1991-2020 والدرجات القصوى 1932-الآن) |
| الشهر                                                                                              | يناير                                                                                              | فبراير                                                                                             | مارس                                                                                               | أبريل                                                                                              | مايو                                                                                               | يونيو                                                                                              | يوليو                                                                                              | أغسطس                                                                                              | سبتمبر                                                                                             | أكتوبر                                                                                             | نوفمبر                                                                                             | ديسمبر                                                                                             | المعدل السنوي                                                                                      |
| -------------------------------------------------------------------------------------------------- | -------------------------------------------------------------------------------------------------- | -------------------------------------------------------------------------------------------------- | -------------------------------------------------------------------------------------------------- | -------------------------------------------------------------------------------------------------- | -------------------------------------------------------------------------------------------------- | -------------------------------------------------------------------------------------------------- | -------------------------------------------------------------------------------------------------- | -------------------------------------------------------------------------------------------------- | -------------------------------------------------------------------------------------------------- | -------------------------------------------------------------------------------------------------- | -------------------------------------------------------------------------------------------------- | -------------------------------------------------------------------------------------------------- | -------------------------------------------------------------------------------------------------- |
| الدرجة القصوى °م (°ف)                                                                              | 24.0 (75.2)                                                                                        | 25.1 (77.2)                                                                                        | 31.6 (88.9)                                                                                        | 32.6 (90.7)                                                                                        | 39.1 (102.4)                                                                                       | 45.5 (113.9)                                                                                       | 45.6 (114.1)                                                                                       | 44.8 (112.6)                                                                                       | 39.1 (102.4)                                                                                       | 35.2 (95.4)                                                                                        | 28.7 (83.7)                                                                                        | 24.0 (75.2)                                                                                        | 45.6 (114.1)                                                                                       |
| متوسط درجة الحرارة الكبرى °م (°ف)                                                                  | 12.6 (54.7)                                                                                        | 13.2 (55.8)                                                                                        | 15.7 (60.3)                                                                                        | 19.0 (66.2)                                                                                        | 23.6 (74.5)                                                                                        | 28.2 (82.8)                                                                                        | 30.6 (87.1)                                                                                        | 30.5 (86.9)                                                                                        | 26.2 (79.2)                                                                                        | 21.9 (71.4)                                                                                        | 17.6 (63.7)                                                                                        | 13.9 (57.0)                                                                                        | 21.1 (70.0)                                                                                        |
| المتوسط اليومي °م (°ف)                                                                             | 8.3 (46.9)                                                                                         | 8.7 (47.7)                                                                                         | 10.9 (51.6)                                                                                        | 13.9 (57.0)                                                                                        | 18.5 (65.3)                                                                                        | 23.0 (73.4)                                                                                        | 25.4 (77.7)                                                                                        | 25.4 (77.7)                                                                                        | 21.2 (70.2)                                                                                        | 17.2 (63.0)                                                                                        | 13.2 (55.8)                                                                                        | 9.6 (49.3)                                                                                         | 16.3 (61.3)                                                                                        |
| متوسط درجة الحرارة الصغرى °م (°ف)                                                                  | 4.1 (39.4)                                                                                         | 4.2 (39.6)                                                                                         | 6.0 (42.8)                                                                                         | 8.9 (48.0)                                                                                         | 13.0 (55.4)                                                                                        | 17.3 (63.1)                                                                                        | 20.0 (68.0)                                                                                        | 20.1 (68.2)                                                                                        | 16.5 (61.7)                                                                                        | 12.6 (54.7)                                                                                        | 9.0 (48.2)                                                                                         | 5.8 (42.4)                                                                                         | 11.5 (52.7)                                                                                        |
| أدنى درجة حرارة °م (°ف)                                                                            | −7.6 (18.3)                                                                                        | −3.0 (26.6)                                                                                        | −5.4 (22.3)                                                                                        | −0.9 (30.4)                                                                                        | 3.6 (38.5)                                                                                         | 7.8 (46.0)                                                                                         | 11.8 (53.2)                                                                                        | 12.4 (54.3)                                                                                        | 8.4 (47.1)                                                                                         | 4.0 (39.2)                                                                                         | −1.0 (30.2)                                                                                        | −3.6 (25.5)                                                                                        | −7.6 (18.3)                                                                                        |
| الهطول مم (إنش)                                                                                    | 50.8 (2.00)                                                                                        | 37.0 (1.46)                                                                                        | 41.0 (1.61)                                                                                        | 42.0 (1.65)                                                                                        | 30.4 (1.20)                                                                                        | 29.4 (1.16)                                                                                        | 17.8 (0.70)                                                                                        | 13.3 (0.52)                                                                                        | 41.7 (1.64)                                                                                        | 53.9 (2.12)                                                                                        | 62.0 (2.44)                                                                                        | 47.4 (1.87)                                                                                        | 466.6 (18.37)                                                                                      |
| متوسط أيام هطول الأمطار (≥ 1.0 mm)                                                                 | 7.4                                                                                                | 5.6                                                                                                | 6.5                                                                                                | 6.0                                                                                                | 4.5                                                                                                | 3.0                                                                                                | 1.9                                                                                                | 2.3                                                                                                | 4.8                                                                                                | 5.5                                                                                                | 7.0                                                                                                | 7.0                                                                                                | 61.4                                                                                               |
| متوسط الرطوبة النسبية (%)                                                                          | 71.8                                                                                               | 69.7                                                                                               | 69.1                                                                                               | 67.8                                                                                               | 66.3                                                                                               | 64.2                                                                                               | 60.4                                                                                               | 63.3                                                                                               | 68.3                                                                                               | 73.2                                                                                               | 74.9                                                                                               | 73.1                                                                                               | 68.5                                                                                               |
| المصدر #1: الإدارة الوطنية للمحيطات والغلاف الجوي                                                  | | | | | | | | | | | | | |
| المصدر #2: دائرة الأرصاد الجوية الإيطالية (الحدود القصوى)                                          | | | | | | | | | | | | | |

## معرض الصور

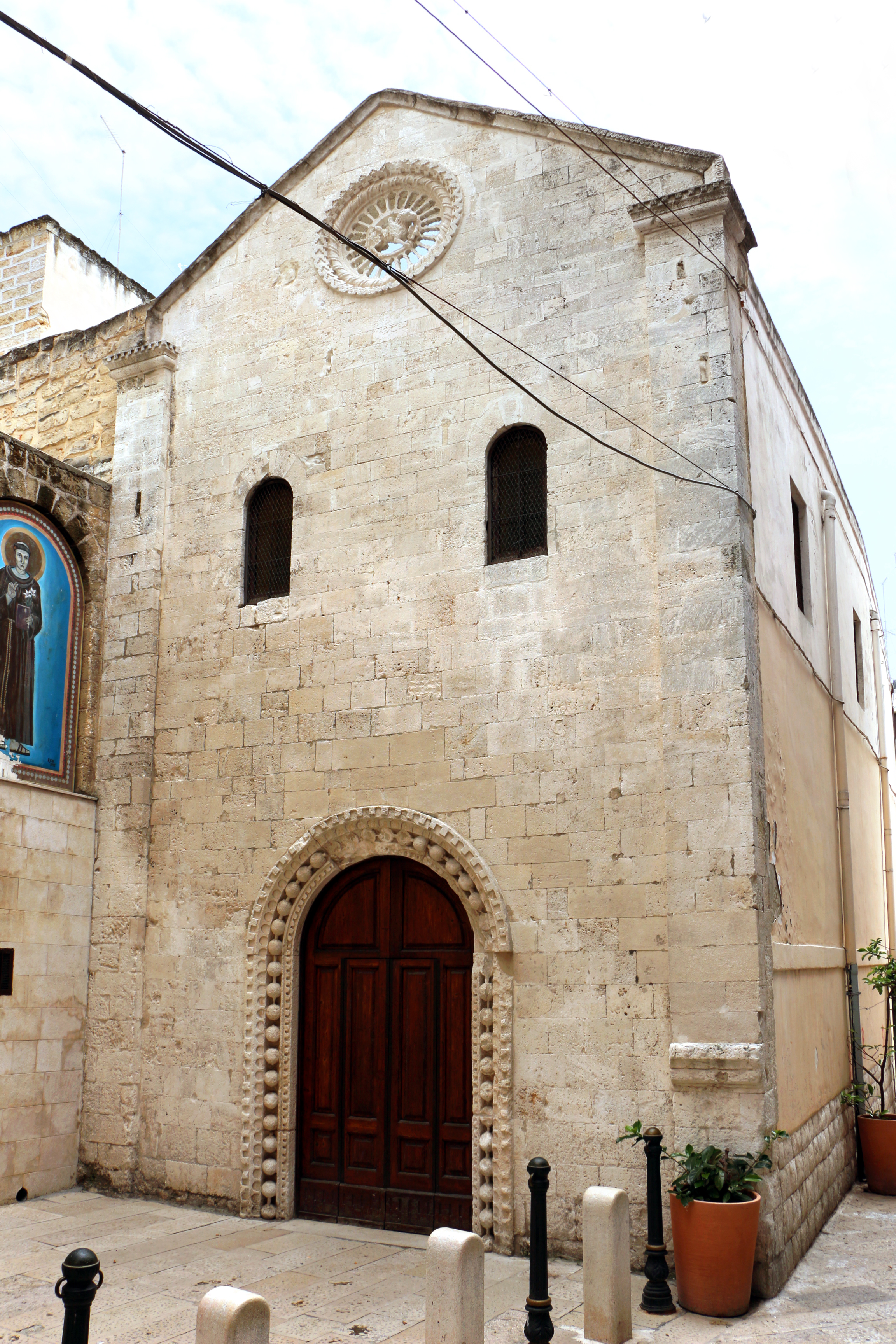
واجهة كنيسة سان ماركو
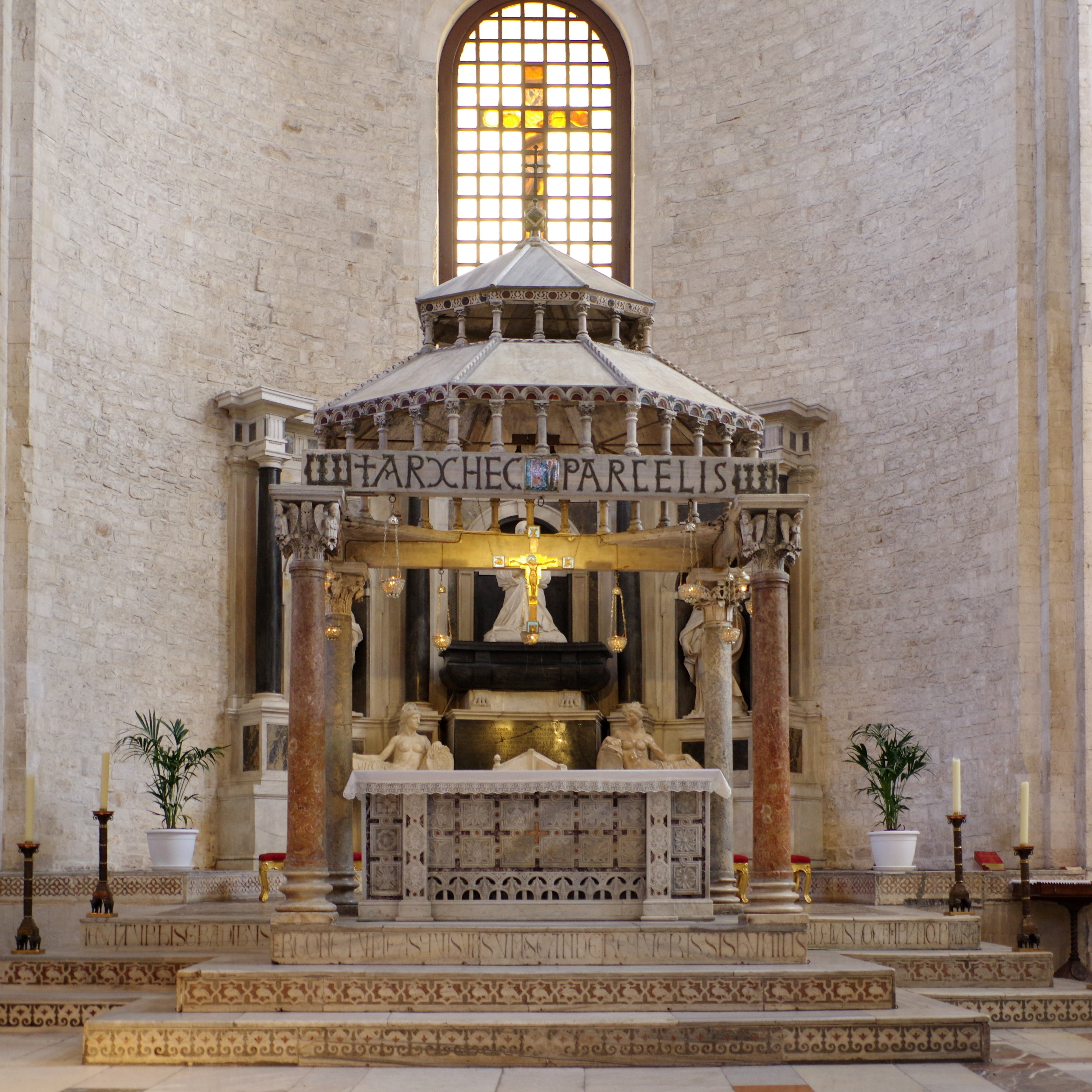
كنيسة القديس نيقولاوس
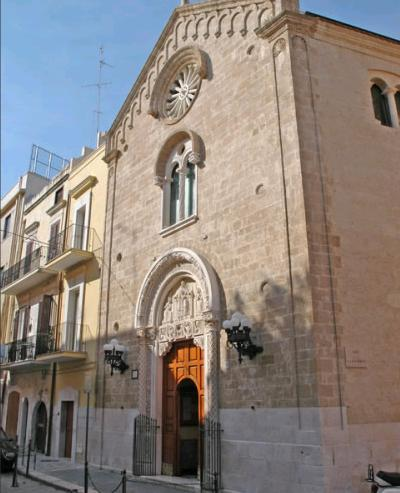
كنيسة سانتا ماريا ديلي أنجيلي
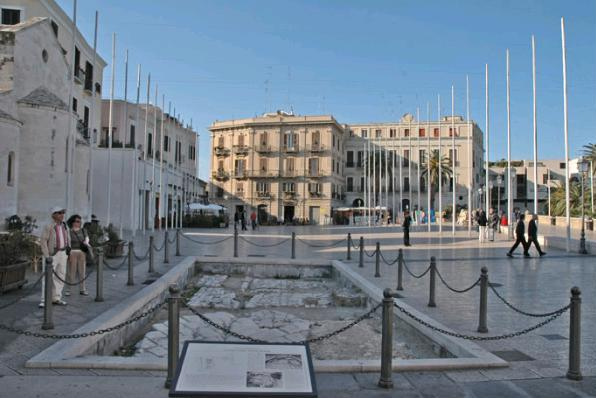
ساحة فيراريزي
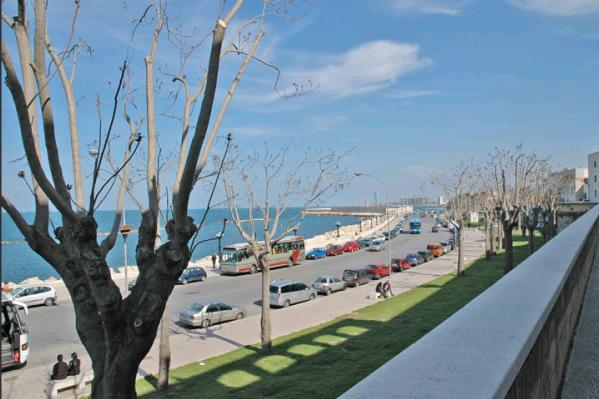
كورنيش الإمبراطور أغوسطوس
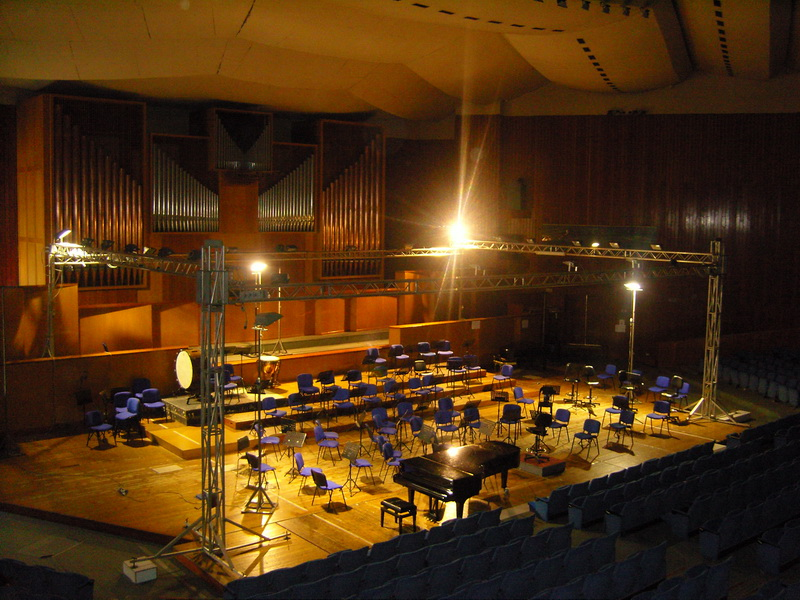
قاعة نينو روتا
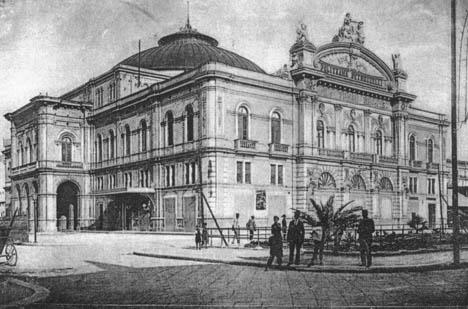
مسرح بيتروتسيلي
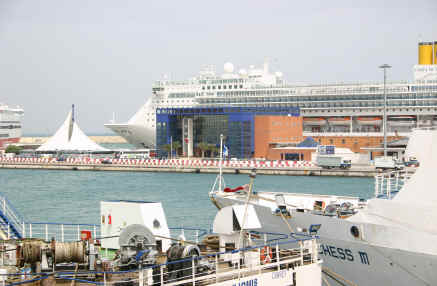
ميناء المسافرين
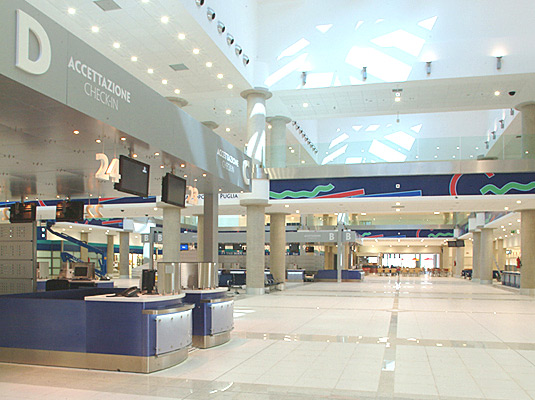
مطار باري الدولي
أحياء باري
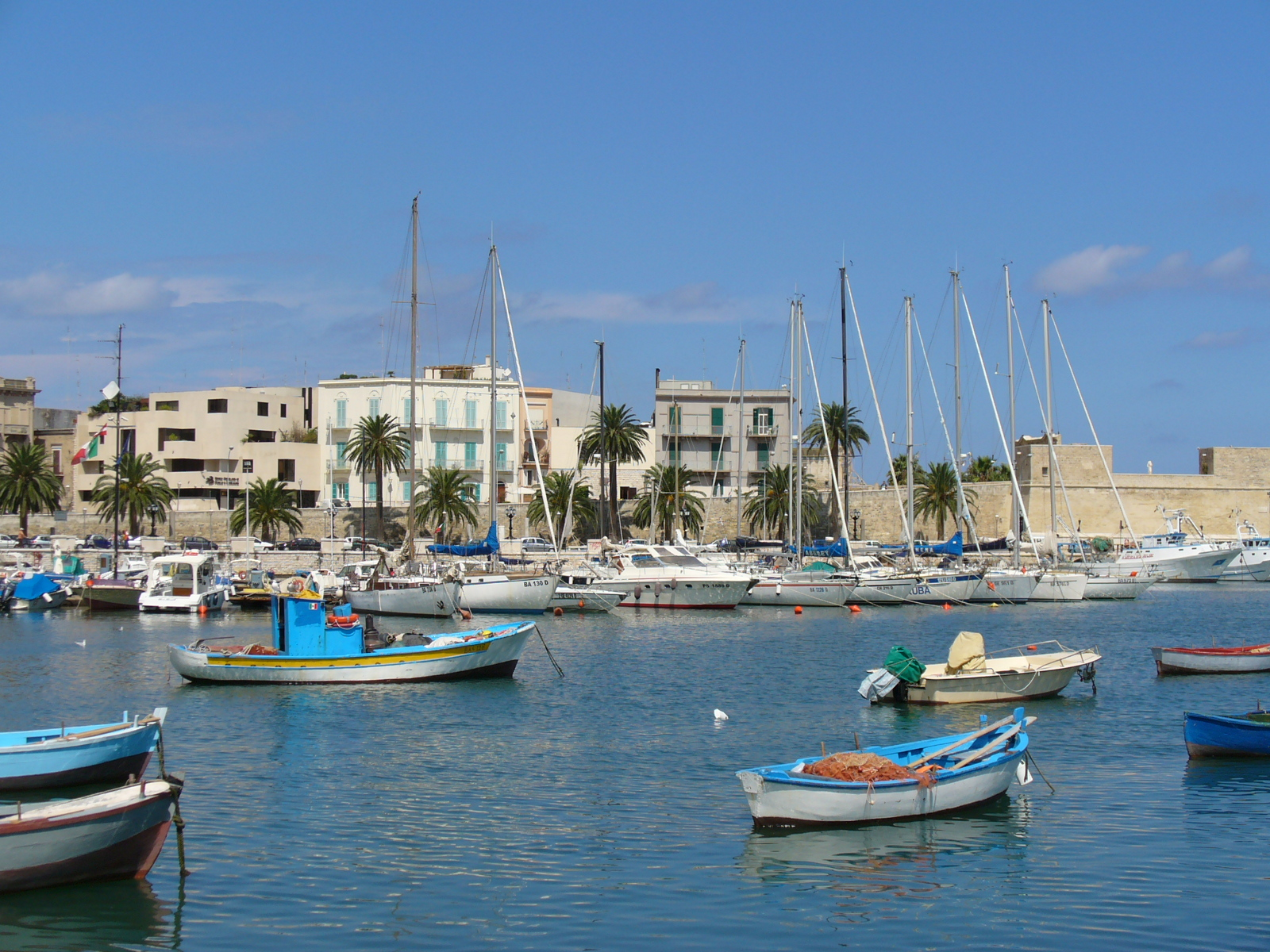
Vista del porto di Bari
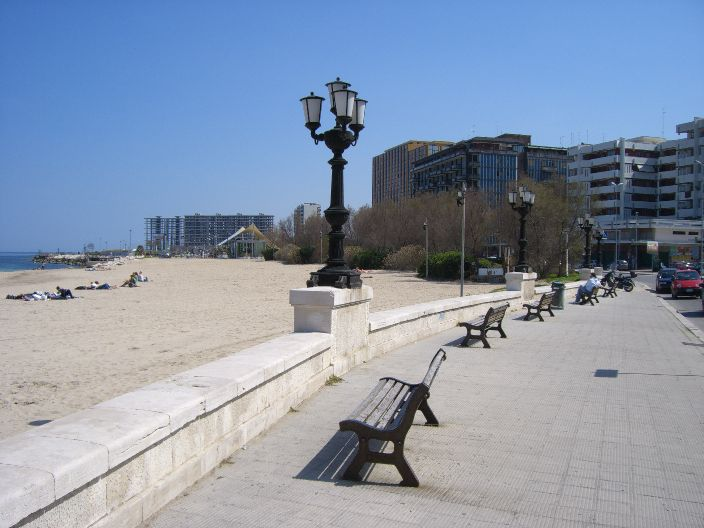
Spiaggia Pane e Pomodoro
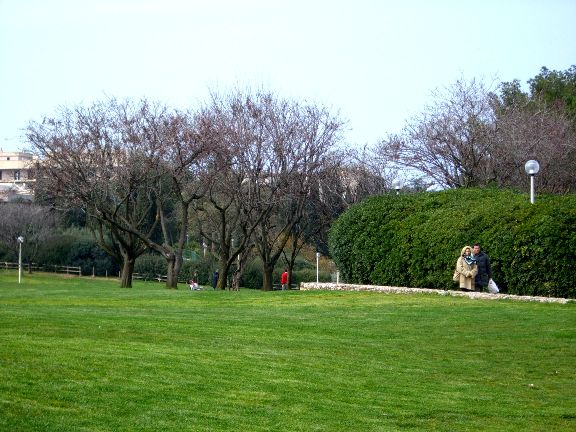
Parco 2 giugno
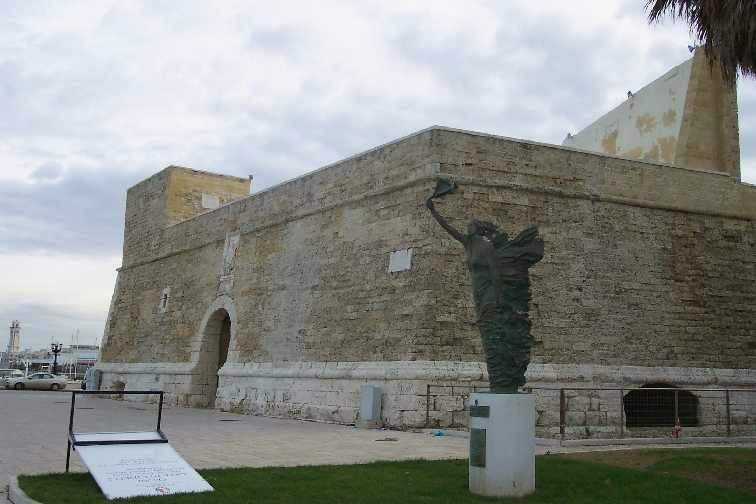
Città Vecchia - Fortino S.Antonio (gentile concessione)
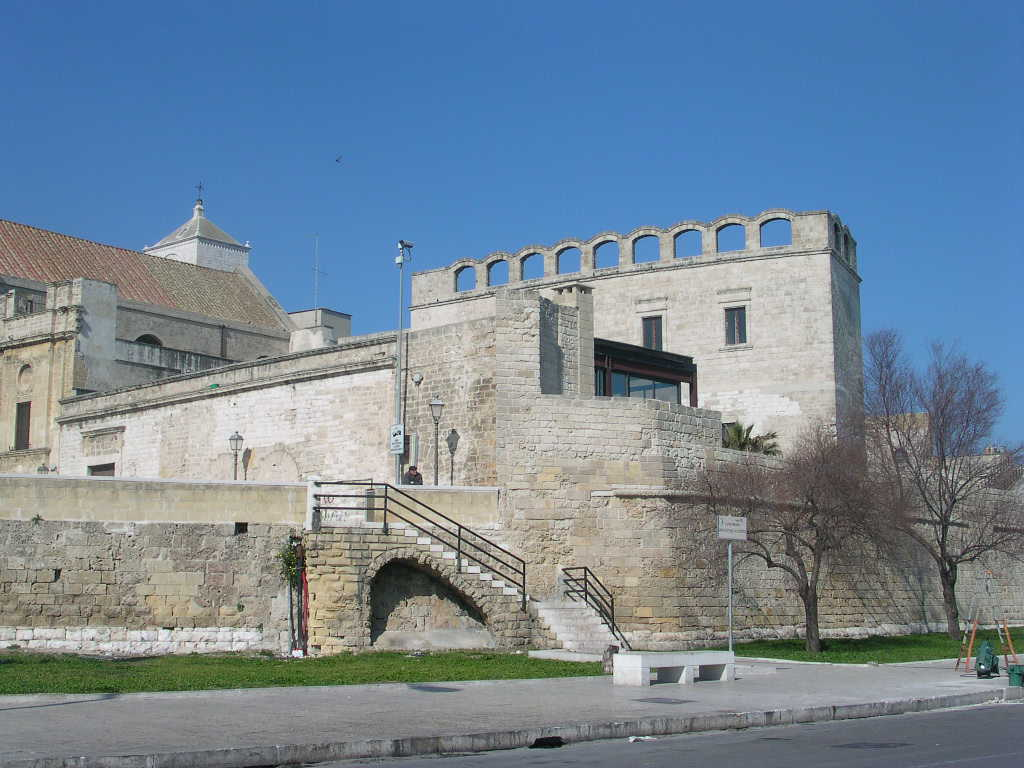
Città Vecchia - Ex convento di Santa Scolastica
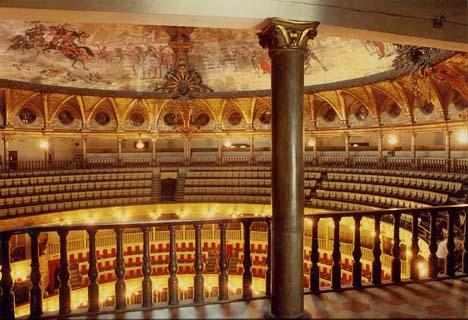
Bari - Murat - Teatro Petruzzelli, interno
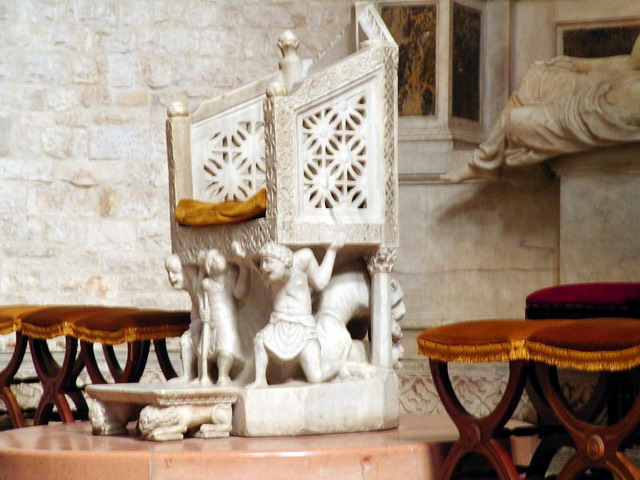
Cattedra dell'abate Elia - Interno della Basilica di San Nicola
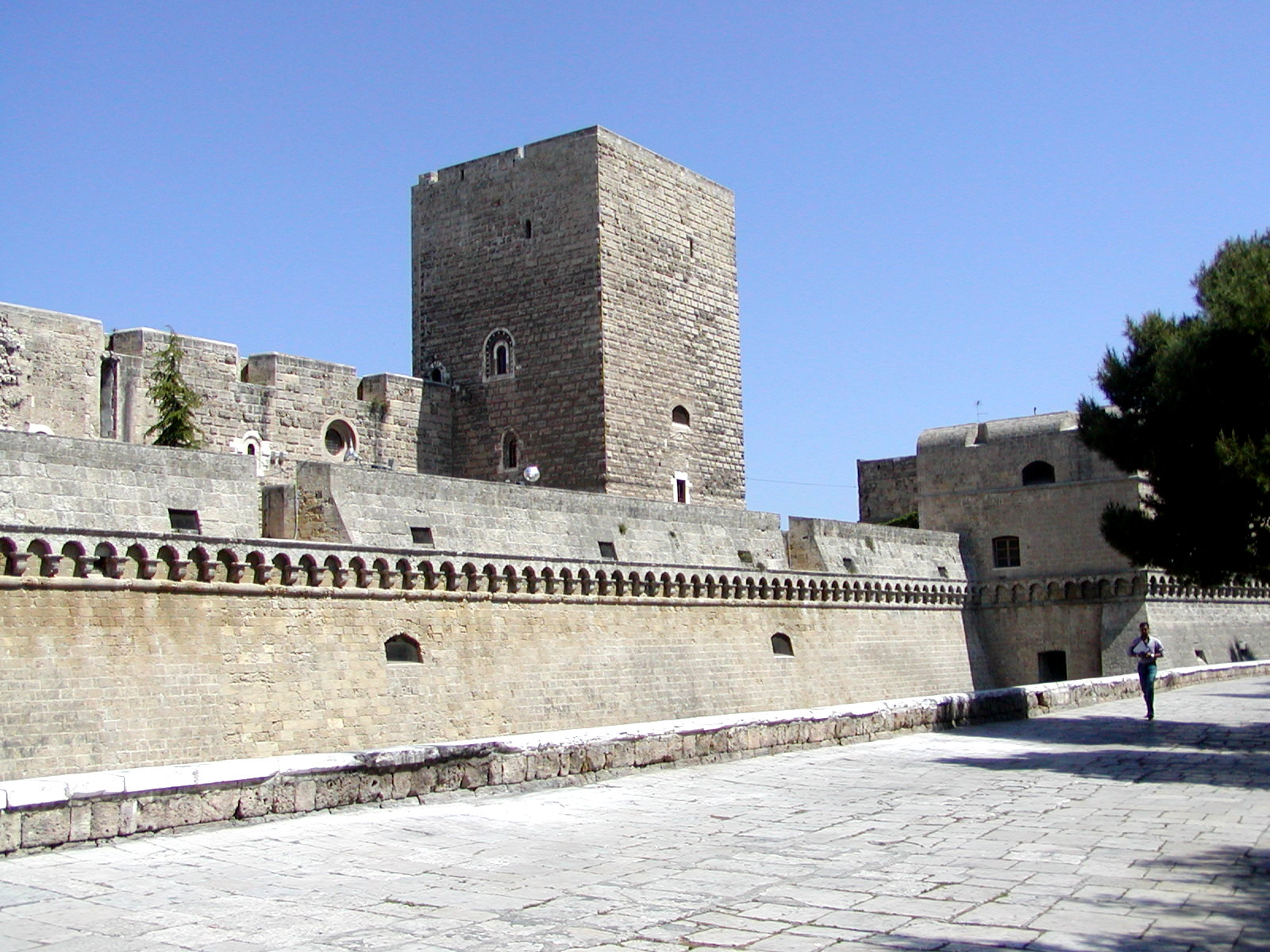
Il Castello Normanno-Svevo
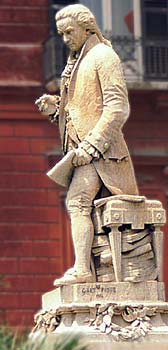
Monumento a Niccolò Piccinni
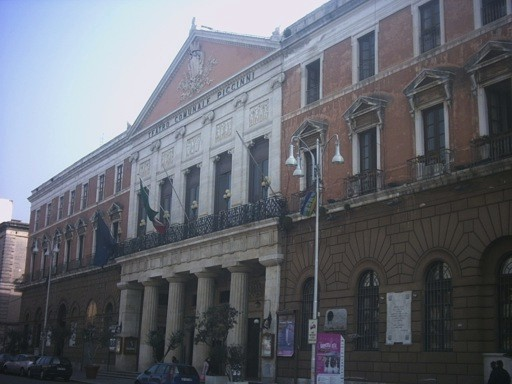
مسرح بيتشيني
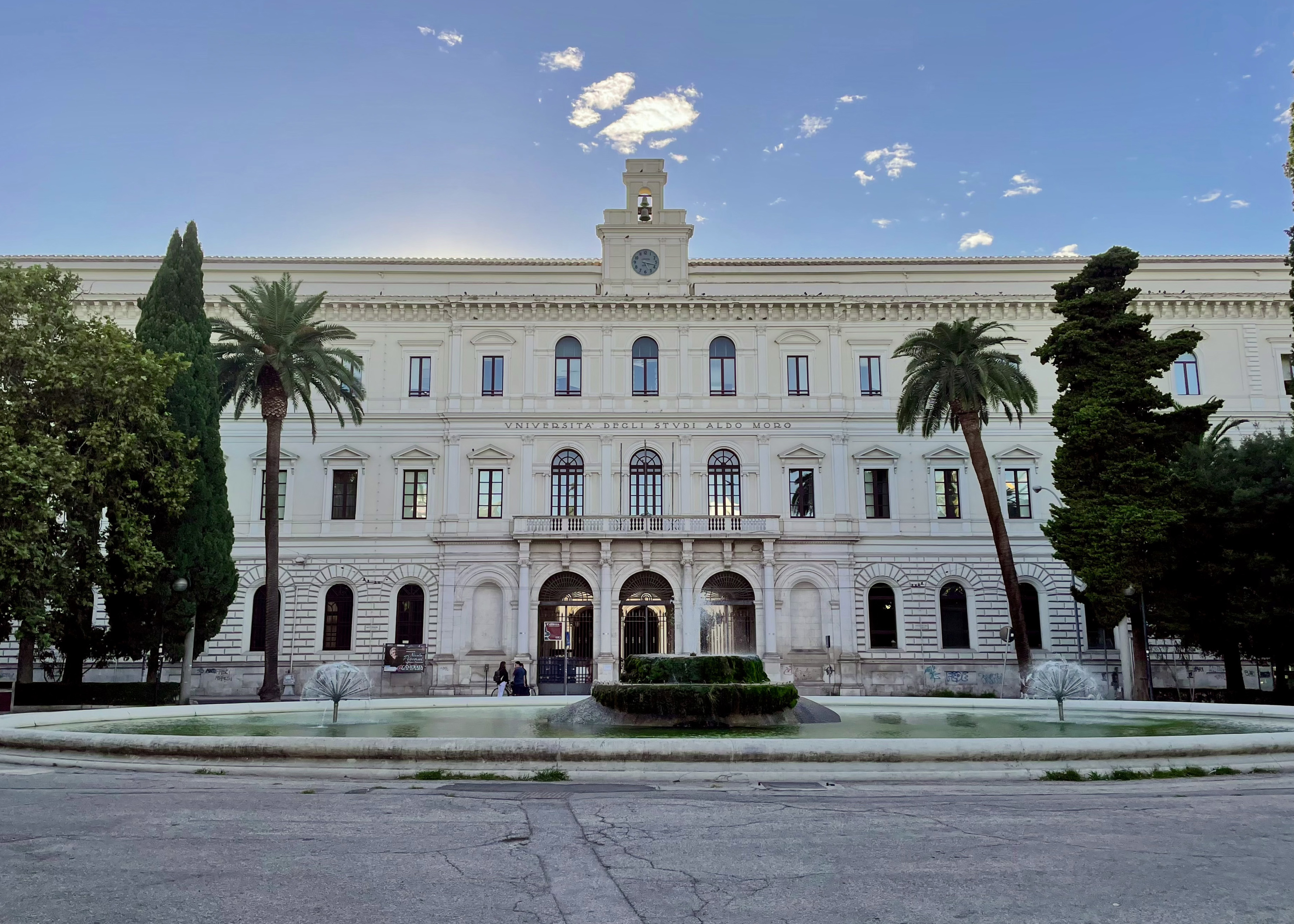
Palazzo Ateneo - Università degli studi di Bari
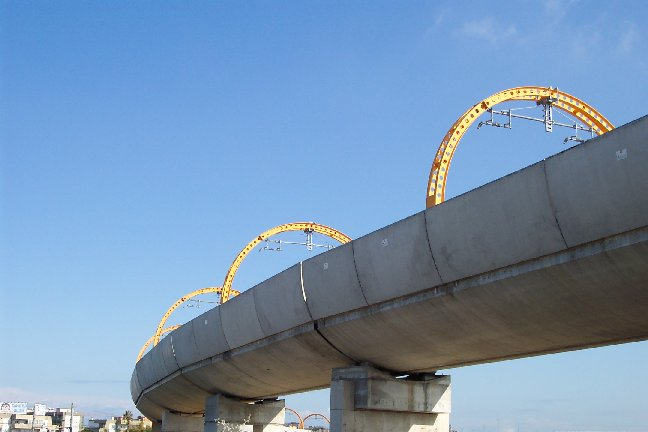
Viadotto della metropolitana al quartiere San Paolo
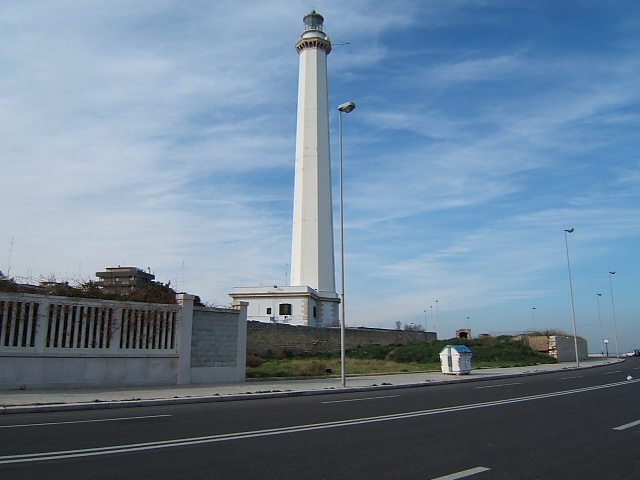
Faro di Punta San Cataldo
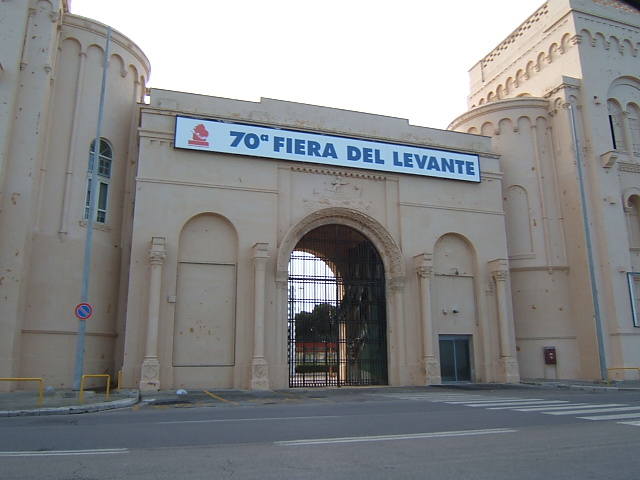
Ingresso alla zona della Fiera del levante
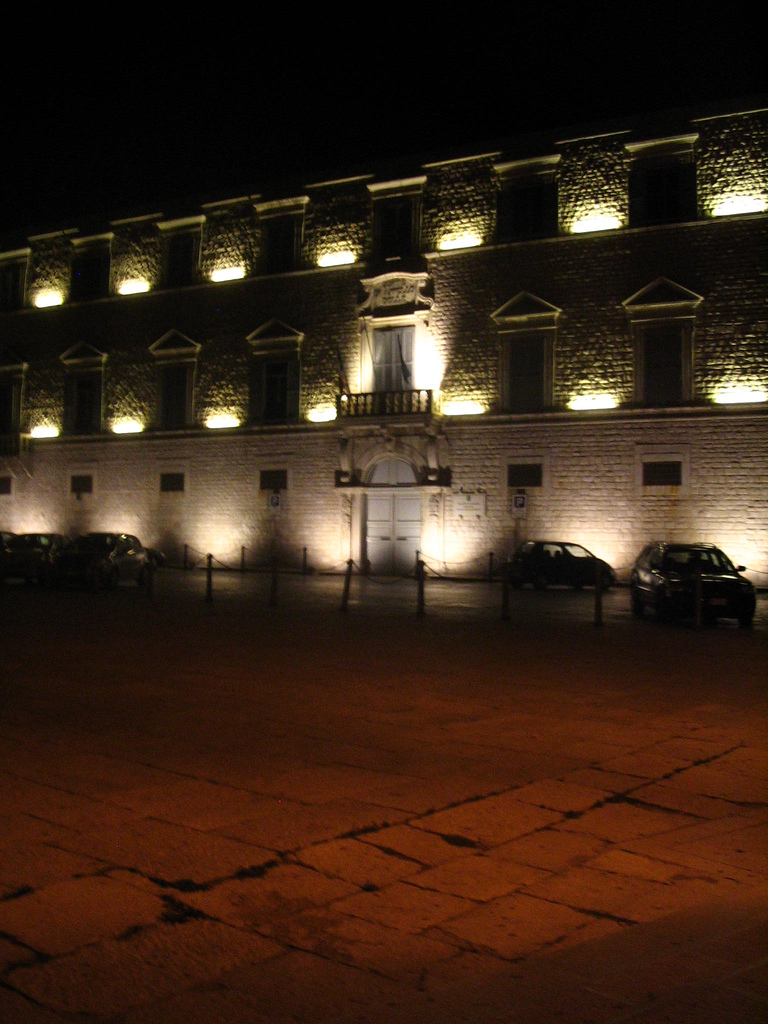
Palazzo storico